# One Veszprém KC
A Veszprém Handball Club 29-szeres magyar bajnok, 31-szeres magyarkupa-győztes, 2-szeres EHF-kupagyőztesek Európa-kupája győztes és 4-szeres EHF Bajnokok Ligája döntős veszprémi férfi kézilabdacsapat. Magyarország legsikeresebb kézilabda egyesülete.

## A klub nevének története
| Név                    | Időszak   |
| ---------------------- | --------- |
| Veszprémi Építők SK    | −1980     |
| Veszprémi ÁÉV SC       | 1981      |
| Veszprémi Építők SK    | 1982–1986 |
| VÁÉV Bramac            | 1987–1990 |
| Bramac SE              | 1990–1992 |
| Fotex Veszprém SE      | 1992–1996 |
| Fotex KC Veszprém      | 1996–2005 |
| MKB Veszprém KC        | 2005–2013 |
| MKB-MVM Veszprém       | 2013–2016 |
| Telekom Veszprém       | 2016–2024 |
| Veszprém Handball Club | 2024–2025 |
| ONE Veszprém           | 2025–     |

## Története
Veszprémben régi hagyományai voltak a kézilabdasportnak, a Bakony Vegyész TC női gárdája 1970-ben a vidéki együttesek közül elsőként nyert bajnoki címet. A sportegyesület a Veszprém Megyei Állami Építőipari Vállalat (VÁÉV) szárnyai alatt Veszprémi Építők néven alakult meg 1977-ben, miután a városban politikai döntés született, amely azt szorgalmazta, hogy az NB II-ből kiesett BVTC férfi szakosztályát átvegye a VÁÉV.
Az új szakosztály Hajnal Csaba ügyvezető irányítása alatt a megyei bajnokságból indulva 1981-ben feljutott az első osztályba, ahol egyedülálló módon minden szezont éremmel zárt; rögtön az első szezonban ezüstérmes lett. A következő három évben, immáron Veszprémi Építők néven a bajnokságban egy ezüst- és két bronzérmet, a kupában két ezüst- és egy aranyérmet nyertek. 1985-ben és 1986-ban bajnok lett a csapat.
A következő négy évben a csapat csupán négy ezüstéremig jutott (három alkalommal a Rába ETO, egyszer az Elektromos mögött), ezután viszont páratlan sikerszériába kezdett az 1990-től 1992-ig Bramac, 2005-ig Fotex, 2015-ig MKB, 2017-ig MVM, 2024-ig Telekom, 2024-től 4iG/One által támogatott csapat: 1992 óta, 23 szezon alatt 20 bajnoki arany- és 3 ezüstérem került Veszprémbe. (Eközben 2008. május és 2011. október között egyetlen bajnokit sem vesztettek el.)
A kupában az 1984-es siker után 3 győri elsőség következett, majd 1988-tól kezdve 24 év alatt 19 kupagyőzelem gyarapítja a dicsőséglistát, aminek a legfényesebb eredménye négy KEK-döntő (2 győzelem és 2 ezüstérem), valamint két EHF-bajnokok ligája 2. helyezés.
2008. júliusa óta a Veszprém Aréna jelenti a Telekom Veszprém KC számára a hazai pályát, korábban a Március 15. utcai csarnokban játszották a mérkőzéseiket.
2020 áprilisában a szurkolók megszavazták a klubtörténet All Star-csapatát, amelybe Sterbik Árpád, Iváncsik Gergő, Pérez Carlos, Éles József, Nagy László, Mirza Džomba és Andreas Nilsson került be.

### Bajnoki helyezések az NB I-ben
A Veszprémi férfi kézilabda szakosztály 1981-től kezdve mindig a dobogón zárta az aktuális szezonját. 26 alkalommal bajnok lett, 9 alkalommal ezüstérmet és 2 alkalommal bronzérmet szerzett.
| Szezon  | 1. hely             | 2. hely                 | 3. hely                |
| ------- | ------------------- | ----------------------- | ---------------------- |
| 1981    | Bp. Honvéd          | Veszprémi ÁÉV SC        | Tatabányai Bányász     |
| 1982    | Bp. Honvéd          | Tatabányai Bányász      | Veszprémi Építők       |
| 1983    | Bp. Honvéd          | Veszprémi Építők        | Szegedi Volán          |
| 1984    | Tatabányai Bányász  | Bp. Honvéd              | Veszprémi Építők       |
| 1985    | Veszprémi Építők    | Szegedi Volán           | Rába ETO               |
| 1986    | Veszprémi Építők    | Rába ETO                | Tisza Volán            |
| 1987    | Rába ETO            | Veszprémi ÁÉV-Bramac SE | Bp. Honvéd             |
| 1988-89 | Rába ETO            | Veszprémi ÁÉV-Bramac SE | Debreceni Dózsa        |
| 1989-90 | Rába ETO            | Veszprémi ÁÉV-Bramac SE | Tisza Volán            |
| 1990-91 | Elektromos SE       | Bramac SE               | Pemü-Honvéd SE         |
| 1991-92 | Bramac Veszprémi SE | Elektromos SE           | Győri Rába ETO         |
| 1992-93 | Fotex Veszprémi SE  | Elektromos SE           | Pick Szeged            |
| 1993-94 | Fotex Veszprémi SE  | Pick Szeged             | Elektromos SE          |
| 1994-95 | Fotex Veszprémi SE  | Elektromos SE           | Pick Szeged            |
| 1995-96 | Pick Szeged         | Fotex Veszprémi SE      | Elektromos SE          |
| 1996-97 | Fotex KC Veszprém   | Dunaferr SE             | Pick Szeged            |
| 1997-98 | Fotex KC Veszprém   | Dunaferr SE             | Pick Szeged            |
| 1998-99 | Fotex KC Veszprém   | Dunaferr SE             | Pick Szeged            |
| 1999-00 | Dunaferr SE         | Fotex KC Veszprém       | Pick Szeged            |
| 2000-01 | Fotex KC Veszprém   | Dunaferr SE             | Pick Szeged            |
| 2001-02 | Fotex KC Veszprém   | Pick Szeged             | Dunaferr SE            |
| 2002-03 | Fotex KC Veszprém   | Pick Szeged             | Dunaferr SE            |
| 2003-04 | Fotex KC Veszprém   | Pick Szeged             | Dunaferr SE            |
| 2004-05 | Fotex KC Veszprém   | Pick Szeged             | Dunaferr SE            |
| 2005-06 | MKB Veszprém KC     | Pick Szeged             | Dunaferr SE            |
| 2006-07 | Pick Szeged         | MKB Veszprém KC         | Dunaferr SE            |
| 2007-08 | MKB Veszprém KC     | Pick Szeged             | Dunaferr SE            |
| 2008-09 | MKB Veszprém KC     | Pick Szeged             | Dunaferr SE            |
| 2009-10 | MKB Veszprém KC     | Pick Szeged             | Tatabánya-Carbonex KC  |
| 2010-11 | MKB Veszprém KC     | Pick Szeged             | Celebi-Ferencvárosi TC |
| 2011-12 | MKB Veszprém KC     | Pick Szeged             | Balatonfüredi KSE      |
| 2012-13 | MKB Veszprém KC     | Pick Szeged             | Csurgó                 |
| 2013-14 | MKB-MVM Veszprém KC | Pick Szeged             | Balatonfüredi KSE      |
| 2014-15 | MKB-MVM Veszprém KC | Pick Szeged             | Grundfos Tatabánya KC  |
| 2015-16 | MVM Veszprém KC     | Pick Szeged             | Grundfos Tatabánya KC  |
| 2016-17 | Telekom Veszprém KC | Pick Szeged             | Grundfos Tatabánya KC  |
| 2017-18 | Pick Szeged         | Telekom Veszprém KC     | Grundfos Tatabánya KC  |
| 2018-19 | Telekom Veszprém KC | Pick Szeged             | Grundfos Tatabánya KC  |
| 2019-20 | törölt szezon       | nincs                   | nincs                  |

### Nemzetközi kupaszereplés
| Szezon    | Kupa | Forduló       | Ellenfél/felek                                                                                              | Eredmény     |
| --------- | ---- | ------------- | --- | ------------ |
| 1982–83   | BEK  | 1/16          | Isztambul Bakasi                                                                                            | 26–19, 31–18 |
|           |      | 1/8           | CSZKA Moszkva                                                                                               | 19–31, 25–30 |
| 1984–85   | KEK  | 1/8           | Dinamo Berlin                                                                                               | 20–21, 18–23 |
| 1985–86   | KEK  | 1/16          | Arcelik SC                                                                                                  | 29–24, 33–23 |
|           |      | 1/8           | Fredensborg                                                                                                 | 22-22, 31-21 |
|           |      | 1/4           | Teka Santander                                                                                              | 16-19, 31-21 |
|           |      | 1/2           | FC Barcelona                                                                                                | 27-25, 19-29 |
| 1986–87   | BEK  | 1/16          | VIF G. Dimitrov Szófia                                                                                      | 13–21, 25–13 |
|           |      | 1/8           | Empor Rostock                                                                                               | 20-30, 23-26 |
| 1987–88   | BEK  | 1/16          | Rishon Le Zion                                                                                              | 32–24, 23–27 |
|           |      | 1/8           | CSZKA Moszkva                                                                                               | 14–24, 22–22 |
| 1988–89   | KEK  | 1/16          | SSV Brixen                                                                                                  | 15–14, 26–23 |
|           |      | 1/8           | Pfadi Winterthur                                                                                            | 34–21, 24–14 |
|           |      | 1/4           | TuSEM Essen                                                                                                 | 23–20, 15–23 |
| 1989–90   | KEK  | 1/16          | CH Bratislava                                                                                               | 23–18, 20–24 |
|           |      | 1/8           | Virum Sorgenfri                                                                                             | 29–20, 20–23 |
|           |      | 1/4           | Minaur Baia Mare                                                                                            | 25–22, 19–18 |
|           |      | 1/2           | Teka Santander                                                                                              | 24–29, 21–25 |
| 1990–91   | KEK  | 1/8           | SZKA Minszk                                                                                                 | 27–28, 27–18 |
|           |      | 1/4           | UHC Vogel-Pumpen Stockerau                                                                                  | 26–27, 36–26 |
|           |      | 1/2           | TSV Milbertshofen                                                                                           | 20–15, 15–23 |
| 1991–92   | KEK  | 1/8           | C. D. Elgorriaga Bidasoa                                                                                    | 26–18, 17–19 |
|           |      | 1/4           | RTV Basel                                                                                                   | 31–20, 26–19 |
|           |      | 1/2           | GOG Gudme                                                                                                   | 26–21, 24–19 |
|           |      | D             | TSV Milbertshofen                                                                                           | 24–14, 27–20 |
| 1992–93   | KEK  | 1/8           | IF Kolding                                                                                                  | 30–27, 28–20 |
|           |      | 1/4           | HC Riga | 22–22, 31–27 |
|           |      | 1/2           | TuSEM Essen                                                                                                 | 29–18, 23–22 |
|           |      | D             | O. Marseille Vitrolles                                                                                      | 22–23, 21–23 |
| 1993–94   | BEK  | 1/16          | Strovolou Nicosia                                                                                           | 33–17, 37–18 |
|           |      | 1/8           | TEKA Santander                                                                                              | 29–26, 16–25 |
| 1994–95   | BEK  | 1/16          | Celje Pivovarna Lasko                                                                                       | 22–18, 24–21 |
|           |      | 1/8           | Pfadi Winterthur                                                                                            | 23–26, 29–25 |
|           |      | 1/4           | Pfadi Winterthur                                                                                            | 23–26, 29–25 |
|           |      | 1/4-s csoport | Badel Zagreb Caja Cantabria Santander IF Kolding                                                            | 3. hely      |
| 1995–96   | BEK  | 1/16          | HC Berchem                                                                                                  | 31–20, 36–13 |
|           |      | 1/8           | Principe Trieste                                                                                            | 23–22, 21–16 |
|           |      | 1/4-s csoport | Elgorriaga Bidasoa THW Kiel ABC Braga                                                                       | 3. hely      |
| 1996–97   | KEK  | 1/16          | GAS Arhelaos Katerini                                                                                       | 30–19, 28–22 |
|           |      | 1/8           | Viking Stavanger                                                                                            | 32–20, 24–33 |
|           |      | 1/4           | KA Akureyri                                                                                                 | 31–32, 34–22 |
|           |      | 1/2           | US d'Ivry Handball                                                                                          | 31–29, 29–21 |
|           |      | D             | Elgorriaga Bidasoa                                                                                          | 19–24, 19–17 |
| 1997–98   | BEK  | 1/16          | Kaustik Volgograd                                                                                           | 31–22, 33–29 |
|           |      | 1/8-s csoport | CS Cabot Zubri Jafa Promet Resen TBV Lemgo                                                                  | 2. hely      |
|           |      | 1/4           | FC Barcelona                                                                                                | 33–28, 27–32 |
| 1998-99   | BEK  | 1/16          | BK 46 Karis                                                                                                 | 32–18, 35–10 |
|           |      | 1/8-s csoport | Montpellier HB Alpi Prato Badel 1862 Zagreb                                                                 | 2. hely      |
|           |      | 1/4           | FC Barcelona                                                                                                | 29–29, 24–29 |
| 1999-2000 | BL   | 1/16          | IFK Grankulla                                                                                               | 37–14, 32–11 |
|           |      | 1/8-s csoport | Partizan Beograd Kaustik Volgograd FC Barcelona                                                             | 2. hely      |
|           |      | 1/4           | Badel 1862 Zagreb                                                                                           | 27–25, 26–30 |
| 2000-01   | KEK  | 1/16          | Siauliai Universitetas                                                                                      | 37–18, 38–18 |
|           |      | 1/8           | Jet2Web Bregenz HB 1946                                                                                     | 27–17, 30–24 |
|           |      | 1/4           | SG Flensburg-Handewitt                                                                                      | 22–31, 20–22 |
| 2001-02   | BL   | cs            | Vardar Vatrost. Skopje S. O. Chambery SC Magdeburg                                                          | 1. hely      |
|           |      | 1/4           | C. BM. Ademar Leon                                                                                          | 27–22, 30–18 |
|           |      | 1/2           | Portland San Antonio                                                                                        | 27–19, 21–27 |
|           |      | D             | SC Magdeburg                                                                                                | 23–21, 25–30 |
| 2002-03   | BL   | cs            | SC Magdeburg Panellinios AC Athens Wisla Plock SSA                                                          | 1. hely      |
|           |      | 1/4           | IF Kolding                                                                                                  | 27–31, 36–26 |
|           |      | 1/2           | Portland San Antonio                                                                                        | 20–28, 30–26 |
| 2003-04   | BL   | cs            | RK Bosna Sarajevo KS Vive Kielce Skjern Handball                                                            | 1. hely      |
|           |      | 1/8           | FC Barcelona                                                                                                | 29–33, 31–26 |
|           |      | 1/4           | Ciudad Real                                                                                                 | 24–33, 25–28 |
| 2004-05   | BL   | cs            | HC Granitas Kaunas Sandefjord TIF TBV Lemgo                                                                 | 1. hely      |
|           |      | 1/8           | ZTR Zaporozhye                                                                                              | 28–29, 39–29 |
|           |      | 1/4           | Ciudad Real                                                                                                 | 22–29, 33–34 |
| 2005-06   | BL   | cs            | Tatran Presov Dinamo Baumit Bucuresti BM Ciudad Real                                                        | 2. hely      |
|           |      | 1/8           | Arhus GF | 30–21, 31–28 |
|           |      | 1/4           | Montpellier HB                                                                                              | 21–23, 27–22 |
|           |      | 1/2           | Portland San Antonio                                                                                        | 29–27, 29–32 |
| 2006-07   | BL   | cs            | MSK SIRS Povazska Bystrica RK "Bosna" Sarajevo Portland San Antonio                                         | 2. hely      |
|           |      | 1/8           | KIF Kolding Elite A/S                                                                                       | 32–22, 28–31 |
|           |      | 1/4           | THW Kiel | 39–36, 32–39 |
| 2007-08   | BL   | cs            | Celje Pivovarna Lasko VfL Gummersbach Valur Reykjavik                                                       | 3. hely      |
| 2007-08   | KEK  | 1/8           | C.S.A. Steaua MFA Bucuresti                                                                                 | 31-23, 34-26 |
|           |      | 1/4           | KIF Kolding Elite A/S                                                                                       | 31–29, 31–27 |
|           |      | 1/2           | Kadetten Schaffhausen GCZ                                                                                   | 28–28, 30–24 |
|           |      | D             | Rhein-Neckar Löwen                                                                                          | 37–32, 28–28 |
| 2008-09   | BL   | cs            | SG Flensburg-Handewitt ZTR Zaporozhye Haukar                                                                | 2. hely      |
|           |      | 1/8-s csoport | Reale Ademar Leon SG Flensburg-Handewitt Montpellier HB                                                     | 1. hely      |
|           |      | 1/4           | BM Ciudad Real                                                                                              | 24–29, 32–29 |
| 2009-10   | BL   | cs            | Rhein-Neckar Löwen Chambery Savoie HB KS Vive Targi Kielce RK Gorenje HC Bosna BH Gas                       | 1. hely      |
|           |      | 1/8           | HCM Constanta                                                                                               | 27–23, 27–26 |
|           |      | 1/4           | F.C. Barcelona Borges                                                                                       | 27–33, 33–34 |
| 2010-11   | BL   | cs            | HSV Hamburg Tatran Presov Montpellier Agglomeration HB KIF Kolding IK Sävehof                               | 2. hely      |
|           |      | 1/8           | FC Barcelona Borges                                                                                         | 21–28, 30–26 |
| 2011-12   | BL   | cs            | Csehovszkije Medvegyi BM Atlético Madrid Füsche Berlin Bjerringbro-Silkeborg KS Vive Targi Kielce           | 2. hely      |
|           |      | 1/8           | Ademar León                                                                                                 | 28–31, 27–25 |
| 2012-13   | BL   | cs            | THW Kiel BM Atlético Madrid Celje Pivovarna Lasko HCM Constanta IK Sävehof                                  | 1. hely      |
|           |      | 1/8           | Ademar León                                                                                                 | 20–23, 33–25 |
|           |      | 1/4           | THW Kiel | 32–31, 28-29 |
| 2013-14   | BL   | cs            | HC Croatia Osiguranje Zagreb St. Petersburg HC Rhein-Neckar Löwen Celje Pivovarna Lasko HC Motor Zaporozhye | 1. hely      |
|           |      | 1/8           | Orlen Wisla Plock                                                                                           | 34-33, 31-26 |
|           |      | 1/4           | PSG Handball                                                                                                | 26-28, 31-26 |
|           |      | 1/2           | THW Kiel | 26-29        |
|           |      | H             | FC Barcelona                                                                                                | 25-26        |
| 2014-15   | BL   | cs            | HC Vardar Szkopje Rhein-Neckar Löwen Montpellier HB Celje Pivovarna Laško Csehovszkije Medvegyi             | 1. hely      |
|           |      | 1/8           | Naturhouse La Rioja                                                                                         | 31-23, 37-31 |
|           |      | 1/4           | PSG Handball                                                                                                | 24-24, 34-28 |
|           |      | 1/2           | THW Kiel | 31-27        |
|           |      | D             | FC Barcelona                                                                                                | 23-28        |

cs = csoport, 1/16 = 16 közé jutásért, 1/8 = nyolcaddöntő, 1/4 = negyeddöntő, 1/2 = elődöntő, H = harmadik helyért, D = döntő.

## Sikerei

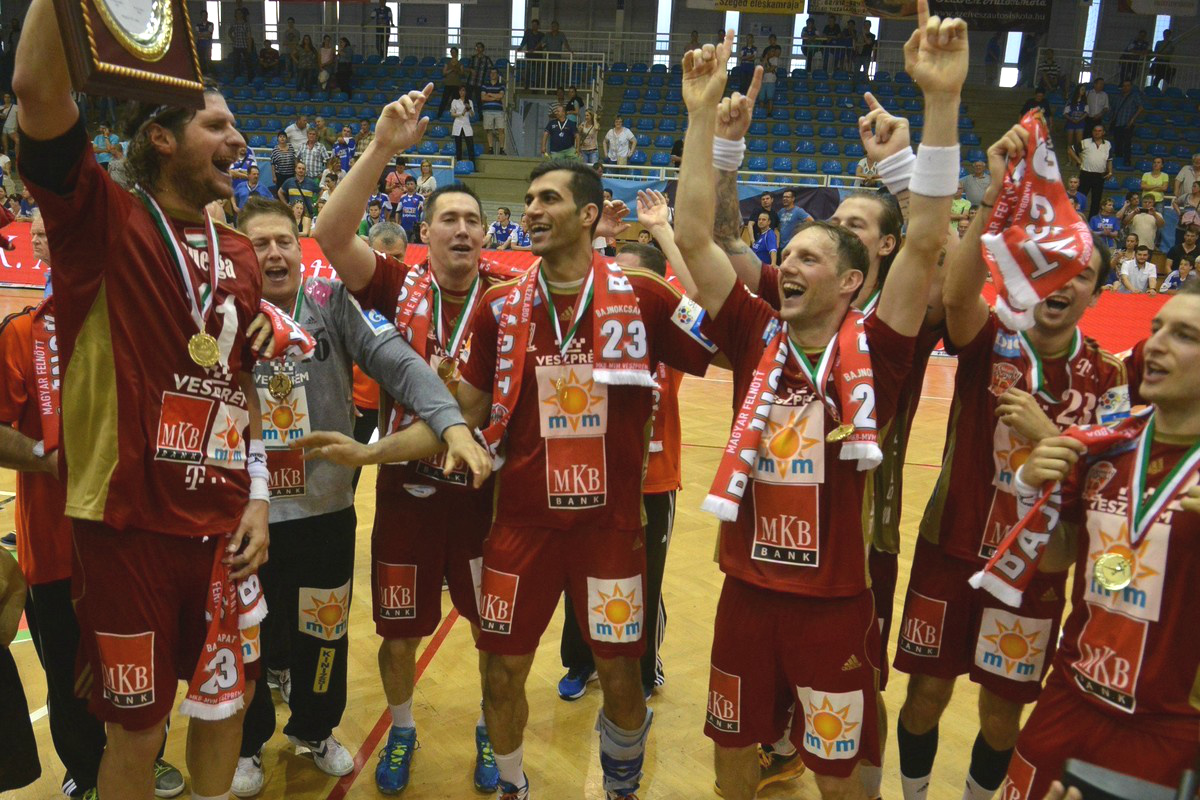
MKB-MVM Veszprém (2015)

- 28-szoros Magyar bajnok:  1984–1985, 1985–1986, 1991–1992, 1992–1993, 1993–1994, 1994–1995, 1996–1997, 1997–1998, 1998–1999, 2000–2001, 2001–2002, 2002–2003, 2003–2004, 2004–2005, 2005–2006, 2007–2008, 2008–2009, 2009–2010, 2010–2011, 2011–2012, 2012–2013, 2013–2014, 2014–2015, 2015-2016, 2016–2017, 2018–2019, 2022–2023, 2023–2024
- 31-szeres Magyar Kupa győztes: 1984, 1988, 1989, 1990, 1991, 1992, 1994, 1995, 1996, 1998, 1999, 2000, 2002, 2003, 2004, 2005, 2007, 2009, 2010, 2011, 2012, 2013, 2014, 2015, 2016, 2017, 2018, 2021, 2022, 2023, 2024
- 2-szeres EHF-kupagyőztesek Európa-kupája győztes:  1991–1992 (24-14; 27-20 a TSV Milbertshofen ellen), 2007–2008 (37-32; 28-28 a Rhein-Neckar Löwen ellen)
- 2-szeres EHF-kupagyőztesek Európa-kupája ezüstérmes: 1992–1993 (23-22; 23-21 a OM Vitrolles ellen), 1996–1997 (24-19; 17-19 a Elgorriaga Bidasoa Irun ellen)
- 4-szeres EHF-bajnokok ligája ezüstérmes: 2001–2002 (23-21; 30-25 az SC Magdeburg ellen), 2014-2015 (FC Barcelona ellen), 2015-16 (Vive Kielce ellen), 2018-19 (Vardar Szkopje ellen)
- 1-szeres EHF-bajnokok ligája bronzérmes: 2016–2017
- 5-szörös SEHA-liga győztes: 2014–2015, 2015–2016, 2019–2020, 2020–21, 2021–22

## A csapat

### Jelenlegi keret
A 2024–2025-ös szezonban
| Kapusok - 12 Rodrigo Corrales - 20 Mike Jensen - 32 Palasics Kristóf Balszélsők - 09 Hugo Descat - 21 Bjarki Már Elísson Jobbszélsők - 24 Gašper Marguč - 55 Mikita Vajlupav - 34 Végh Bálint Beállók - 02 Nikola Grahovac - 46 Dragan Pechmalbec - 89 Ludovic Fabregas | Balátlövők - 23 Ligetvári Patrik - 39 Jehia el-Dera - 99 Szergej Koszorotov Irányítók - 25 Luka Cindrić - 88 Agustín Casado Jobbátlövők - 29 Nedim Remili - 17 Lukas Sandell |

### Átigazolások a 2025–2026-os szezont megelőzően
| Érkezők - Palasics Kristóf (kölcsönből vissza a SL Benfica csapatától) - Molnár Robin (a NEKA csapatától) - Ahmed Hesam (a Montpellier Handball csapatától) - Yanis Lenne (a Montpellier Handball csapatától) - Thiagus dos Santos (az FC Barcelona csapatától) - Ali Zein (a CS Dinamo București csapatától) - Ahmed Mesilhy (a El-Ahlí SC csapatától) - Gáncs-Pető Máté (utánpótlásból) - Dopjera Adam (utánpótlásból) | Távozók - Palasics Kristóf (az MT Melsungen csapatához) - Végh Bálint (kölcsönbe a Gyöngyösi KK csapatához) - Agustín Casado (a Montpellier Handball csapatához) - Nikola Grahovac (a HSG Wetzlar csapatához) - Mikita Vajlupav (?) - Szergej Koszorotov (az Wisła Płock csapatához) - Aron Pálmarsson (visszavonul) - Ludovic Fabregas (az FC Barcelona csapatához) - Lukas Sandell (?) - Mike Jensen (a Rhein-Neckar Löwen csapatához) |

## Híres játékosok, híres keretek

### A csapat edzői
- Ungvári Attila
- Németh Csaba
- Kiss Szilárd
- Poór Gyula

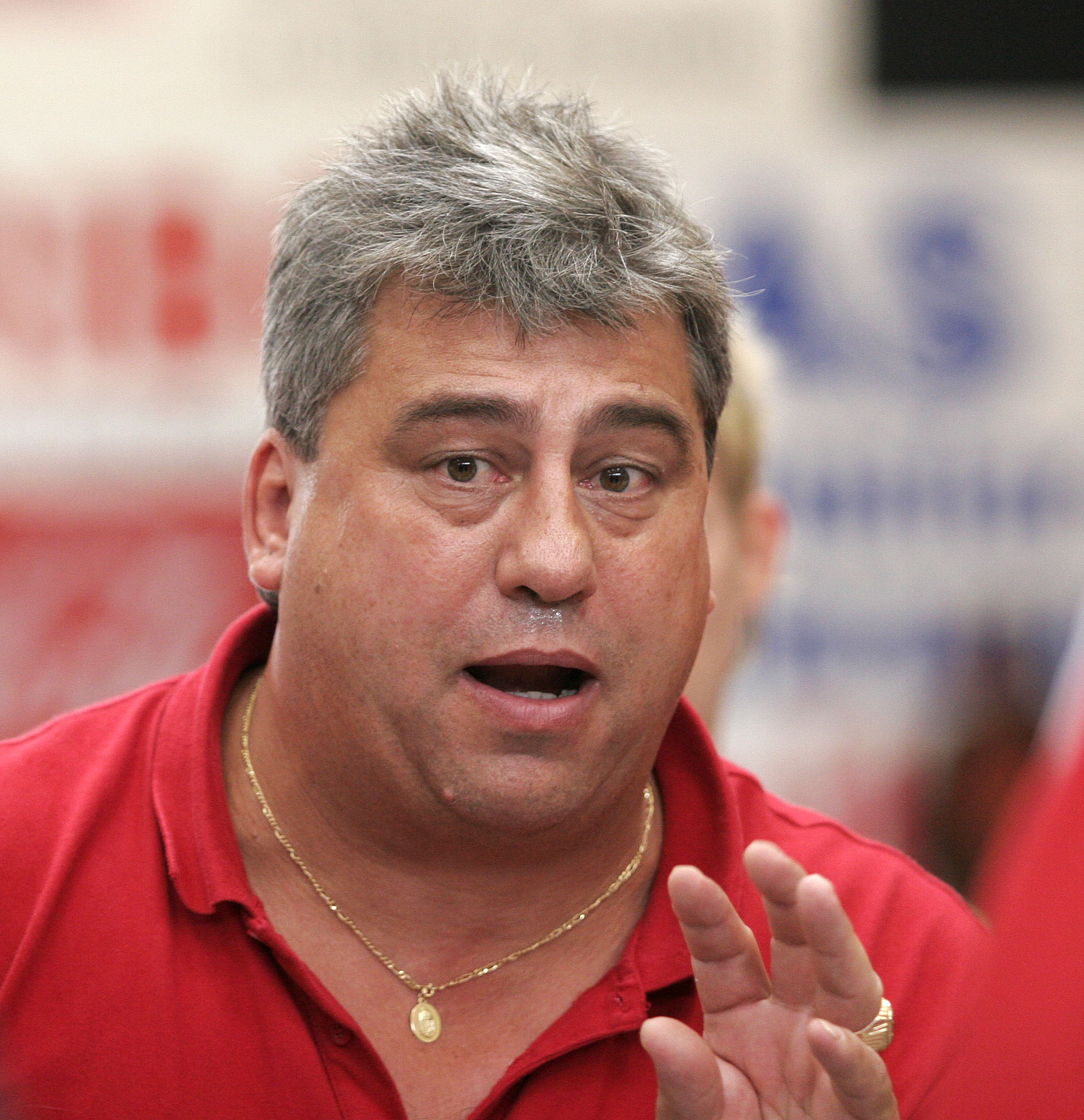
Mocsai Lajos, a csapat volt trénere egy 2007-es Schlecker Kupa mérkőzésen

- Kaló Sándor (1983–1989, 1998)
- Valerij Melnyik
- Joósz Attila
- Kocsis Pál
- Vass Sándor (1996–)
- Velky Mihály
- Kovács László
- Zdravko Zovko (2000–2007)
- Mocsai Lajos(2007–2012)
- Antonio Carlos Ortega Perez (2012–2015)
- Xavier Sabaté (2015–2017)
- Ljubomir Vranjes (2017–2018)
- David Davis (2018–2021)
- Momir Ilić (2021–2024)
- Xavier Pascual Fuertes (2024-)

### A VÁÉV Bramac SE KEK győztes játékoskerete (1991–1992)
| - Bene Tamás - Sótonyi László - Ľubomír Švajlen - Gulyás István - Csoknyai István - Jurij Zsitnyikov - Zsigmond György - Éles József |  | - Lepsényi Sándor - Németh Csaba - Perger Zsolt - Török Lajos - Igor Zubjuk - Kalocsay Attila - Brenner László - Joósz Attila |

### A FOTEX Veszprém KC BL ezüstérmes játékoskerete (2001–2002)
| - Cifra Tibor - Csoknyai István - Ivo Díaz - Mirza Džomba - Éles József - Fazekas Nándor |  | - Gál Gyula - Habuczki Tamás - Iváncsik Gergő - Božidar Jović - Kovács Sándor - Pérez Carlos |  | - Sterbik Árpád - Kékesi Szabolcs - Szobol Zsolt - Tóth József - Zlatko Saračević - Pásztor István - Zsigmond György |

### Az MKB Veszprém KC KEK győztes játékoskerete (2007–2008)
| - Marian Cozma - Nikola Eklemović - Gál Gyula - Gulyás Péter - Ilyés Ferenc - Iváncsik Gergő |  | - Iváncsik Tamás - Jevgenyij Lusnyikov - Žarko Marković - Pásztor István - Dejan Perić - Putics Barna |  | - Žarko Šešum - Tóth Koppány - Pérez Carlos - Marko Vujin |

### A klub híres játékosai
| - Marian Cozma - Csoknyai István - Slavko Goluža - Éles József - Sótonyi László - Bjarte Myrhol |  | - Kiril Lazarov - Vlado Šola - Gál Gyula - Buday Dániel - Tombor Csaba - Pérez Carlos |  | - Mirza Džomba - Ivo Díaz - Jurij Zsitnyikov - Perger Zsolt - Zsigmond György - Sterbik Árpád |  | - Igor Zubjuk - Ľubomír Švajlen - Pásztor István - Ilyés Ferenc - Zlatko Saračević - Gyurka János |  | - Gulyás István - Gulyás Péter - Iváncsik Gergő - Nagy László - Momir Ilic - Fazekas Nándor - ESP Chema Rodriguez |

## Mezek
| Időszak   | Gyártó | Főszponzor        |
| --------- | ------ | ----------------- |
| 1981-1995 | Adidas | VÁÉV-Bramac       |
| 1995-2002 | Nike   | Bramac            |
| 1995-2002 | Nike   | Westel            |
| 2003-2006 | Erima  |                   |
| 2006-2007 | Puma   | Westel            |
| 2006-2007 | Puma   | MKB Bank          |
| 2007-2010 | Jako   |                   |
| 2010-2012 | Adidas |                   |
| 2012-2013 | Adidas | MKB Bank/T-Mobile |
| 2013-2015 | Adidas | MKB Bank/MVM      |
| 2015-2017 | Adidas | Balaton           |
| 2017-2019 | Hummel | Telekom           |
| 2019-2024 | 2Rule  | Telekom           |
| 2024      | 2Rule  | 4iG               |
| 2025-     | 2Rule  | One               |

## A csapattal foglalkozó könyvek
- Donát Tamás: Érmek és árnyak (1985)
- Donát Tamás: 25 év – aranyban (2002)
- Donát Tamás: Éles-kanyar (2003)
- Donát Tamás: Csoki-papíron (2005)
- Darcsi István – Donát Tamás: Zovko (2007)
- Smura Gabriella: Kiro – ahogy mi látjuk (2007)
- Donát Tamás: Szép volt gyereKEK (2008)
- Darcsi István – Donát Tamás: Mocsai Titkai (2008)
- Baróti Judit – Darcsi István – Donát Tamás: Semmit Isten Nélkül (2009)